# 杰罗姆·弗兰克
杰罗姆·弗兰克（英語：Jerome Frank，1889年9月10日—1957年1月13日）是美国著名法学家，法律现实主义运动的代表人物。他生于纽约市，毕业于芝加哥大学。自1942年到1957年担任美国联邦上诉法院的法官。

## 著作
弗兰克写了很多有影响力的著作，包括《法律和现代意识》（Law and the Modern Mind ，1930年），该书主张法律现实主义，强调心理因素对法律问题的影响。他的另一本代表作Courts on Trial（1949年）强调了司法过程的不确定性和不可靠性。